# Jaén

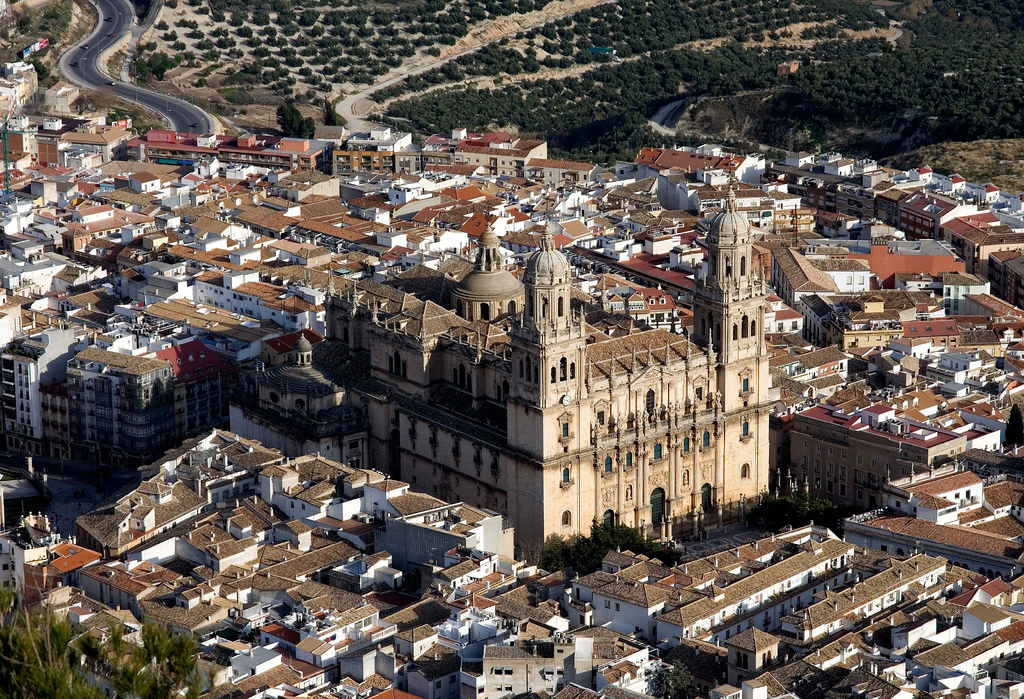
Katedrála v Jaén

Jaén je město ve Španělsku a také hlavním městem provincie Jaén. Nachází se v autonomním společenství Andalusie. Žije zde přibližně 112 tisíc obyvatel. Město leží na řece Guadalbullón 240 km východně od Sevilly.

## Historie
Ve starověku bylo město známé jako Aurgi, název Jaén je odvozován z latinského výrazu Villa Gaiena (Gaiova vila). Bylo součástí Córdobského chalífátu a říše Almorávidů, památkou arabské kultury jsou veřejné lázně z jedenáctého století. Roku 1246 je dobyl Ferdinand III. Kastilský a zřídil zde Jaénské království pod správou kastilské koruny, které existovalo do roku 1833. Za občanské války stál Jaén na straně republiky a v dubnu 1937 byl vybombardován příslušníky Legie Condor. 

## Průmysl
Jaén je známý jako světové hlavní město olivového oleje. Nachází se zde také průmyslová zóna Polígono de Managua a fotovoltaická elektrárna Los Olivares. 

## Náboženství a kultura
Roku 1993 byla založena Jaénská univerzita. Město je spojeno s Madridem rychlodráhou AVE. V Jaénu se nachází renesanční katedrála zasvěcená Nanebevzetí Panny Marie.
Podle projektu studia EDDEA vznikla moderní budova, v níž sídlí muzeum iberské kultury, otevřené roku 2017. Největší městský svátek se koná v říjnu na počest svatého Lukáše a je spojen s býčími zápasy. Dominantou města je kopec Santa Catalina se středověkým hradem a rekreačním parkem.
Podle města je pojmenováno Jaén de Bracamoros v Peru.